# کوه رداپ
کوه رداپ (Redtop Mountain) یک قله کوه با ارتفاع ۳٬۱۵۶-متر (۱۰٬۳۵۴-فوت) است که در کوه‌های پرسل بریتیش کلمبیا، کانادا واقع شده‌است. نام این کوه به‌طور رسمی در ۹ ژوئن ۱۹۶۰ به تصویب رسید که توسط هیئت نام‌های جغرافیایی کانادا تأیید شد. بر اساس طبقه‌بندی آب و هوای کوپن، کوه رداپ در یک منطقه آب و هوایی نیمه قطبی با زمستان‌های سرد، برفی و تابستان‌های معتدل واقع شده‌است.